# Лав, Тоби
Тоби Лав (Toby Love) - американский певец и автор песен, известен исполнением песен в стиле бачата, сочетая в себе традиционный и современный стиль исполнения бачаты.

## Биография
Тоби Лав родился в Бронксе, штат Нью-Йорк, в семье пуэрториканцев, его мать позже вышла замуж за доминиканца, что в конечном итоге привело к тому, что Тоби Лав познакомился с жанром музыки, известным как бачата. Начал сольную карьеру со своей пластинки 2006 года Toby Love, выпущенной на Sony Records. В 2008 году он получил четыре номинации на Billboard Latin Music Awards за песни, вошедшие в его дебютный альбом. Лав получил награды в двух категориях: Песня года в «Tropical Airplay Song» и «Альбом года в жанре латинского рэпа и хип-хопа».
Лав приступил к сольной карьере. Живя по соседству с группой, он подружился с участником «Mikey», который позже попросил Лава присоединиться.
Тоби Лав признан артистом, сделавшим популярным поджанр кранкчата (crunkchata).  В результате того, что Лав записал половину своего дебютного альбома в Майами, он стал поклонником кранк-музыки и включил ее в свою музыку бачаты.
Лав продюсирует большую часть музыки, используемой в его альбомах, вместе с сопродюсером Эдди Пересом.

## Личная жизнь
Помимо жизни в Нью-Йорке, Тоби Лав также проводит время между домами в Пуэрто-Рико, Доминиканской Республике и Нью-Джерси.  Лав надеется начать работать актером, помимо карьеры музыканта.

## Дискография

### Студийные альбомы
- Toby Love (Sony BMG, 2006) US Billboard Heatseekers #36, US Latin Albums #27[5]
- Toby Love: Reloaded (Sony BMG, 2007)
- Love Is Back (Sony BMG, 2008)
- La Voz De La Juventud (Sony Music, 2011)
- Amor Total (Top Stop Music, 2013)
- Bachata Nation (Elegant Records, 2016)

### Синглы
| Год  | Сингл                        | Позиция в чарте | Позиция в чарте | Позиция в чарте | Позиция в чарте | Альбом                | Награды                                |
| Год  | Сингл                        | US              | U.S. Latin      | U.S. Latin Trop | U.S. Latin Pop  | Альбом                | Награды                                |
| ---- | ---------------------------- | --------------- | --------------- | --------------- | --------------- | --------------------- | -------------------------------------- |
| 2006 | "Tengo Un Amor"              | 100             | 2               | 3               | 25              | Toby Love             | • U.S. RIAA certification: 2X Platinum |
| 2006 | "Please Don't Cry"           | —               | 13              | 22              | —               | Toby Love             |                                        |
| 2007 | "Amores Como El Tuyo"        | —               | —               | —               | —               | Toby Love             |                                        |
| 2008 | "Llorar Lloviendo"           | —               | 22              | 2               | 36              | Love is Back          | • U.S. RIAA certification: Gold        |
| 2008 | "Amor Primero"               | —               | —               | —               | —               | Love is Back          |                                        |
| 2010 | "Te Parece Poco"             | —               | —               | 15              | —               | La Voz de la Juventud |                                        |
| 2011 | "Casi Casi"                  | —               | —               | 15              | 31              | La Voz de la Juventud |                                        |
| 2011 | "Quizás" (featuring Yuridia) | —               | —               | 15              | —               | La Voz de la Juventud |                                        |
| 2012 | "Lejos"                      | —               | 36              | 2               | 36              | Amor Total            |                                        |
| 2013 | "Todo Mí Amor Eres Tú"       | —               | 29              | 1               | 17              | Amor Total            |                                        |
| 2014 | "Hey"                        | —               | 43              | 1               | 37              | Amor Total            |                                        |

### Приглашенные артисты
- Tito El Bambino : La Busco
- Alexis & Fido - Soy Igual Que Tu
- Grupo Yankees - Jasmine
- Chosen Few Movement - Grind It Up (featuring Toby Love & Lumidee)
- Omega - Tu No Ta Pa Mi (Remix)
- Magic Juan - La Otra Noche
- Aventura - Enséñame A Olvidar (Sold Out At Madison Square Garden)
- Javi G - Por Qué? (Toby Love y Mikey)
- Tony CJ - Mi Primer Amor (Salsa Version)
- Fanny Lú - Y Si te Digo (Bachata, 2007)
- R.K.M & Ken-Y - Tengo un Amor (2006)